# دانیل اولبریخسکی

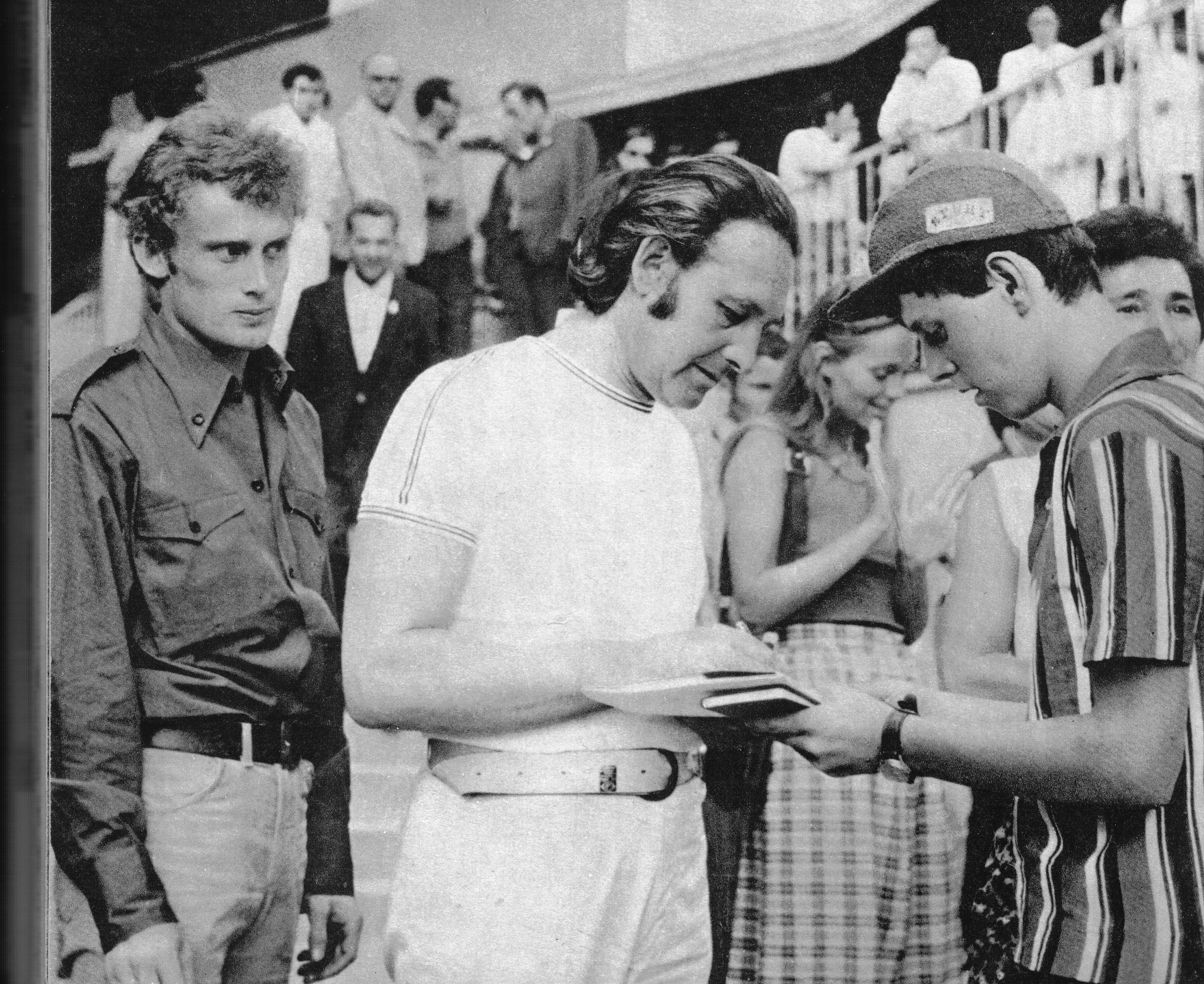
دانیل اولبریخسکی (چپ) در کنار آندری وایدا (وسط)، ۱۹۷۳

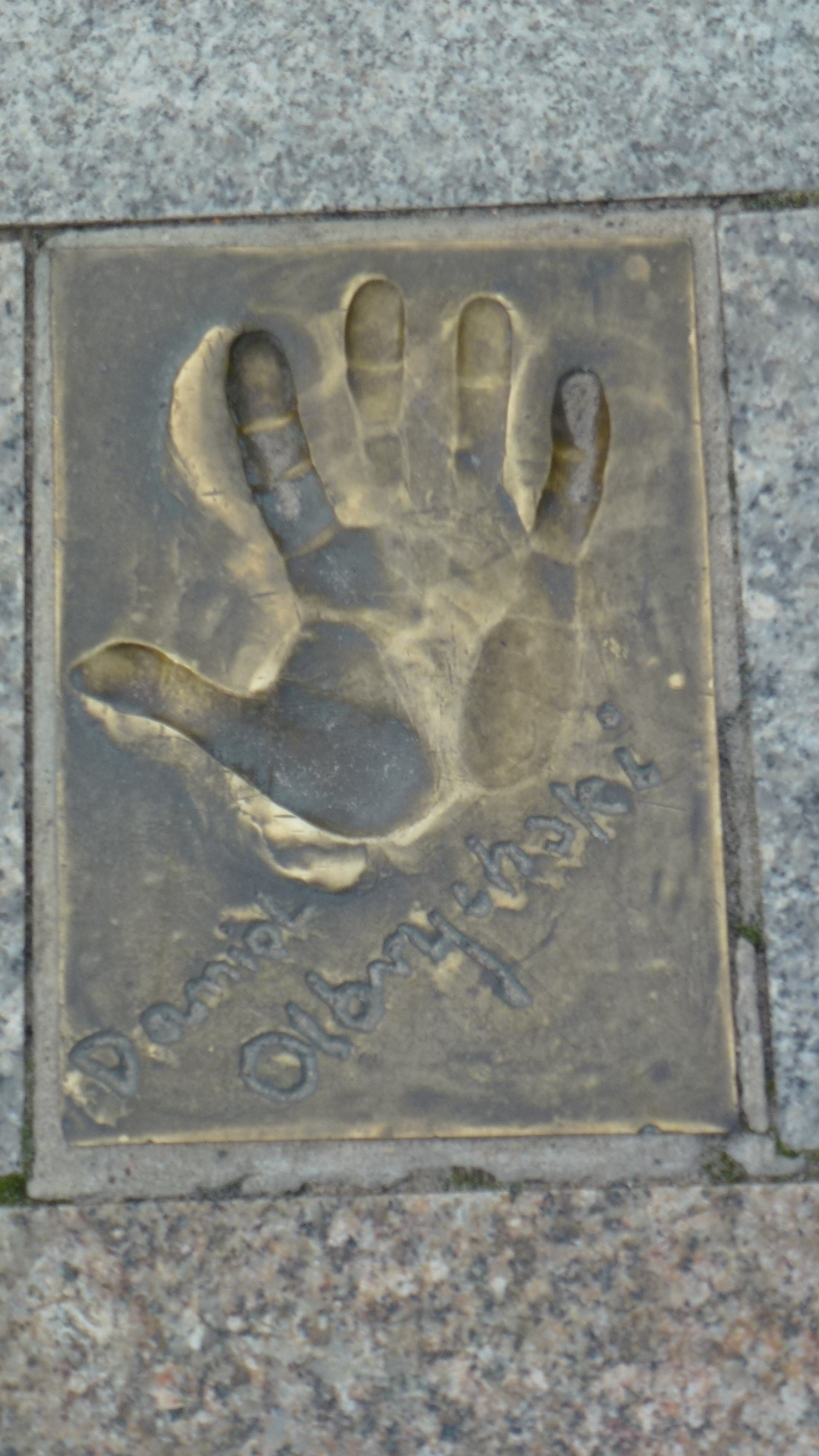
اثر دست دانیل اولبریخسکی در پیاده‌روی ستارگان میندزیزدرویه

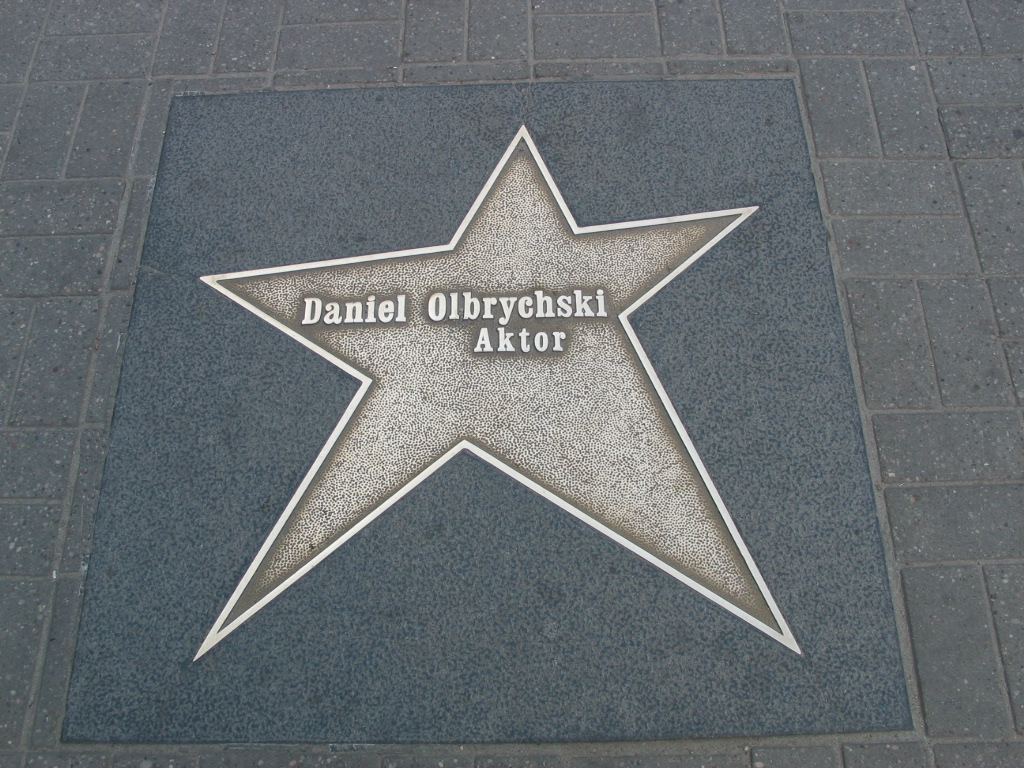
ستارهٔ دانیل اولبریخسکی در پیاده‌روی ستارگان ووچ

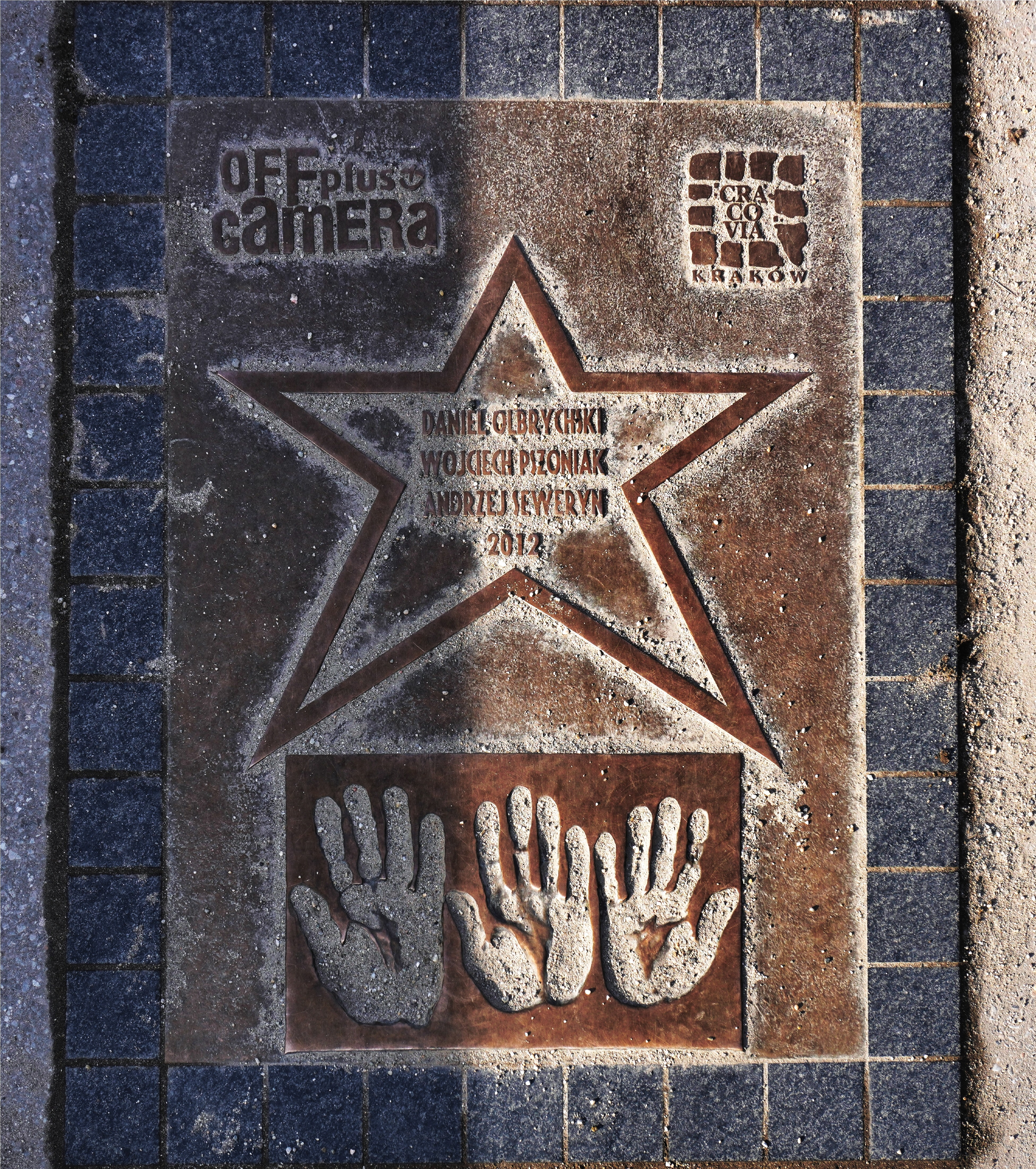
ستاره و اثر دستان دانیل اولبریخسکی، وویچیخ پشونیاک و آندژی سورین در پیاده‌روی ستارگان کراکوف

دانیل مارتسل اولبریخسکی (لهستانی: Daniel Marcel Olbrychski؛ ‏ تلفظ لهستانی: [ˈdaɲɛl ˈmart͡sɛl ɔlˈbrɨxskʲi]؛ ‏ زاده ۲۷ فوریه ۱۹۴۵) بازیگر تئاتر، سینما و تلویزیون اهل لهستان و یکی از بزرگ‌ترین بازیگران لهستانی نسل خود است. او در بیش از ۱۸۰ فیلم و نمایش تلویزیونی نقش‌آفرینی کرده‌است و ایفای نقش اصلی را در چند فیلم از آندری وایدا از جمله سرزمین موعود را بر عهده داشته‌است. او همچنین بابت ایفای نقش یک مُخبر نفوذی و جاسوس به نام «واسیلی اورلوف» در فیلم سالت در کنار هنرپیشه هالیوودی آنجلینا جولی شهرت دارد.

## زندگیِ حرفه‌ای

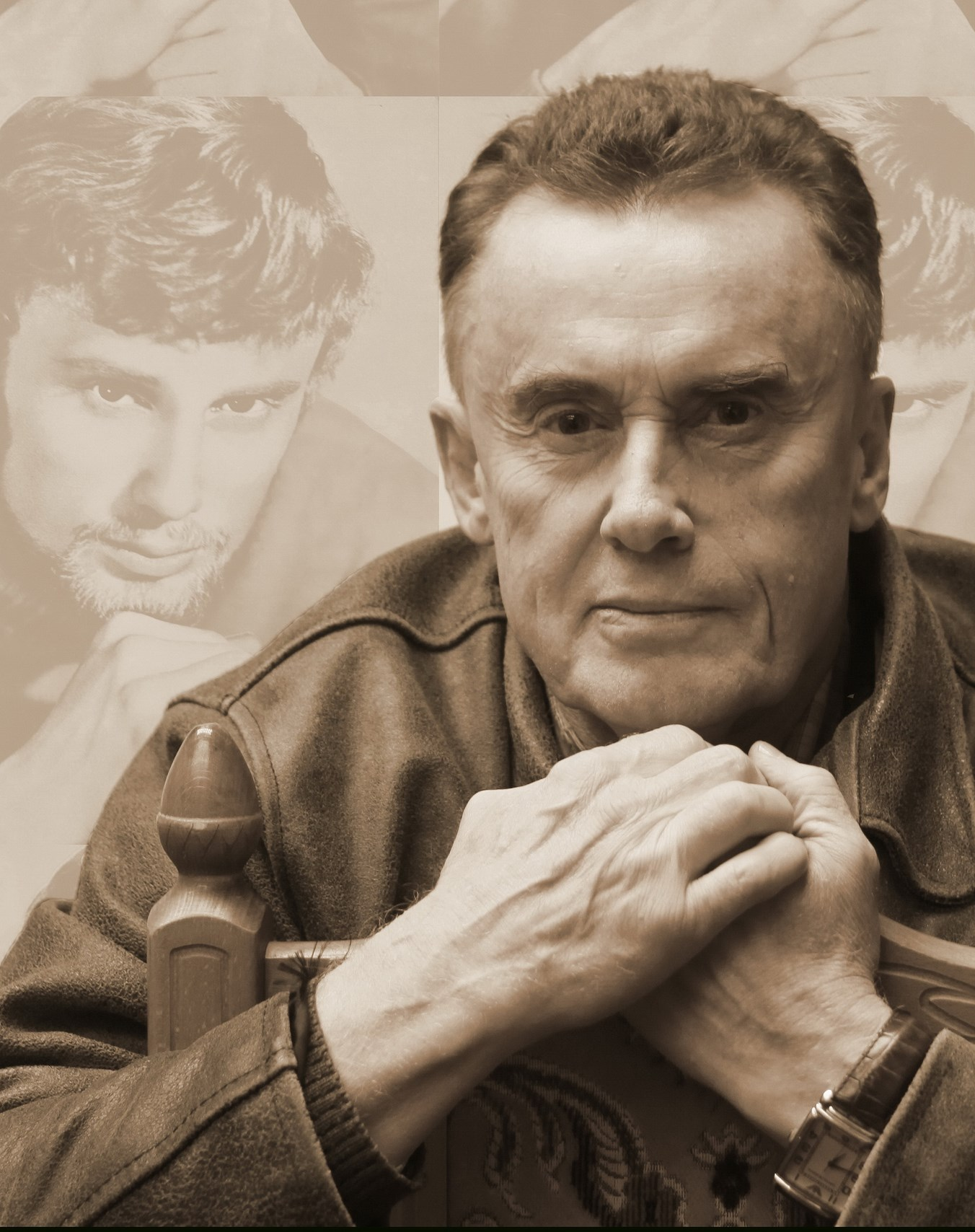
زمان - اثر هنری جی.پیجاروفسکی

دانیل اولبریخسکی در سال ۱۹۴۵ در وویچ لهستان زاده شد. پدرش «فرانچیشک اولبریخسکی» و مادرش «کلمنتینا سوونوویچ» نام داشتند و یک برادر بزرگتر به نام «کشیشتف» (۱۹۳۹–۲۰۱۷) داشت که فیزیکدان بود. او تحصیلات دوران متوسطه و دبیرستان را در «گیمنازیوم استفان باتوری» در ورشو پی گرفت. دانیل از دوران جوانی به ورزش بوکس پرداخته و مدتی نیز به شمشیربازی، بدمینتون و جودو پرداخته‌است.
وی در سال ۱۹۶۵ نقشِ رافائو اولبرومسکی را در خاکستر بازی کرد که نخستین نقشِ اصلیش در فیلمی از آندری وایدا بود.
اولبریخسکی در سال ۱۹۷۱ برای بازی در فیلم چوب غوشه برنده جایزهٔ بهترین بازیگر مرد از هفتمین دورهٔ جشنواره بین‌المللی فیلم مسکو شد.
او یکی از نقش‌های اصلی فیلم طبل حلبی به کارگردانی فولکر شلوندورف را ایفا نمود که بر اساس رمان طبل حلبی اثر گونتر گراس ساخته شده بود. او همچنین در یکی از ده قسمت کوتاه ده فرمان کریشتوف کیشلوفسکی ظاهر شد و در اقتباس سینمایی رمان سبکی تحمل‌ناپذیر هستی ایفای نقش کرد.
او در سال ۱۹۸۶ یکی از نقش‌های اصلی فیلم رزا لوکزامبورگ ساختهٔ مارگارته فون تروتا را بازی کرد. در همان سال، اولبریخسکی نشان لژیون دونور را دریافت کرد. در سال ۲۰۰۷ وی جایزه استانیسلاوسکی را در بیست و نهمین دورهٔ جشنواره بین‌المللی فیلم مسکو به خاطر دستاورد برجسته در حرفه بازیگری و تعهد به اصول متد بازیگری استانیسلاوسکی دریافت کرد. در سال ۱۹۹۸ وی در فیلم آرایشگر سیبری به کارگردانی نیکیتا میخالکوف نقش‌آفرینی کرد. در یک نظرسنجی در سال ۱۹۹۸ که توسط مجله لهستانی پولیتیکا انجام شد، او در رتبهٔ هفتم «برترین بازیگران لهستانی قرن بیستم» قرار گرفت.
دانیل اولبریخسکی در سال ۲۰۱۰ از آکادمی ملی هنرهای نمایشی الکساندر زلوروویچ در ورشو
گواهی‌نامهٔ تحصیلی گرفت. وی علاوه بر بازیگری به دلیل توانایی‌هایش به عنوان یک ورزشکار نیز شهرت زیادی دارد. اولبریخسکی، سوارکاری قابل، شمشیربازی بسیار ماهر و بوکسور است و بیشتر صحنه‌های بدلکاری فیلم‌هایش را شخصاً اجرا کرده است.
او در سال ۲۰۱۵ برای عضویت در هیئت داوران بخش «سینه‌فوندانسیون» و فیلم‌های کوتاه جشنواره فیلم کن انتخاب شد. در طول دوران حرفه‌ای خود، او در پنج فیلم نامزد جوایز اسکار ظاهر شد که دو تای آنها برنده این جایزه شدند (طبل حلبی، ۱۹۷۹ و حرکات خطرناک، ۱۹۸۴).

## زندگی شخصی
او در اواسط دهه ۱۹۷۰ با خواننده لهستانی ماریلا رودوویچ در ارتباط بود. او همچنین یک پسر به نام «ویکتور» از رابطه‌اش با هنرپیشه آلمانی باربارا سوکووا دارد. او سه بار به‌طور رسمی ازدواج کرده‌است: نخست با بازیگر لهستانی مونیکا جنیشویچ-اولبریخسکا که با هم یک پسر به نام «رافائو» دارند. سپس با روزنامه‌نگار لهستانی زوزانا واپیتسکا (دختر بازیگر نامدار لهستانی آندژی واپیتسکی) که با هم یک دختر به نام «ورونیکا» دارند و از سال ۲۰۰۳ به کریستینا دِمبسْـکا که روزنامه‌نگار و پژوهشگر هنرهای نمایشی است.
او سال‌هاست که در فرانسه زندگی می‌کند و زبان فرانسوی را سلیس و روان صحبت می‌کند. وی همچنین به زبان‌های روسی، ایتالیایی و انگلیسی هم سخن می‌گوید. سرگرمی مورد علاقهٔ او بوکس است که در اوقات فراغت به آن می‌پردازد.
در جریان انتخابات ریاست جمهوری لهستان در سال ۲۰۱۵، او از نامزدی برونیسواف کاموروفسکی حمایت کرد. وی همچنین حامی جامعه ال‌جی‌بی‌تی است.

## گزیدهٔ نقش‌آفرینی‌ها

### سینما
- مجروح در جنگل (۱۹۶۳)
- خاکستر (۱۹۶۵)
- آنگاه سکوت فرا خواهد رسید (۱۹۶۵)
- بوکسور (۱۹۶۶)
- یوویتا (۱۹۶۷)
- ازدواج مصلحتی (۱۹۶۷)
- جهش (۱۹۶۷)
- پژِکوادانیـِـتس (۱۹۶۸)
- کنتس کوزل (۱۹۶۸)
- همه‌چیز برای فروش (۱۹۶۹)
- شکار مگس‌ها (۱۹۶۹)
- ساختار بلورها (۱۹۶۹)
- سرهنگ وودیوفسکی (۱۹۶۹)
- تسبیح انار (۱۹۷۰)
- نمک زمین سیاه (۱۹۷۰)
- آزادی (۱۹۷۰)
- چشم‌انداز بعد از نبرد (۱۹۷۰)
- چوب غوشه (۱۹۷۰)
- صلح‌طلب (۱۹۷۰)
- زندگی خانوادگی (۱۹۷۱)
- پیلاطس و دیگران (۱۹۷۲)
- عروسی (۱۹۷۲)
- سیل (۱۹۷۴)
- سرزمین موعود (۱۹۷۵)
- داگنی (۱۹۷۷)
- دوشیزگان ویلکو (۱۹۷۹)
- طبل حلبی (۱۹۷۹)
- کونگ-فو (۱۹۸۰)
- شوالیه (۱۹۸۰)
- نگرش تنگ‌نظرانه ۱۹۰۱ (۱۹۸۱)
- از سرزمینی دور (۱۹۸۱)
- سقوط ایتالیا (۱۹۸۱)
- قزل‌آلا (۱۹۸۲)
- عشقی در آلمان (۱۹۸۳)
- حرکات خطرناک (۱۹۸۴)
- یکی و دیگری (۱۹۸۴)
- ... من مخالفم (۱۹۸۵)
- کازابلانکا، کازابلانکا (۱۹۸۵)
- دختر و پلیس (۱۹۸۵)
- گا، گا، درود بر قهرمانان (۱۹۸۶)
- تبر (۱۹۸۶)
- با اشک‌های گرمم (۱۹۸۶)
- بدرود مسکو (۱۹۸۷)
- رزا لوکزامبورگ (۱۹۸۶)
- سبکی تحمل‌ناپذیر هستی (۱۹۸۸)
- جواهرفروشی (۱۹۸۸)
- ده فرمان: قسمت سوم (۱۹۸۸)
- ارکستر سرخ (۱۹۸۹)
- من ایوان، تو آبراهام (۱۹۹۳)
- زنجیره احساسات (۱۹۹۳)
- زیبا و ثروتمند بودن بهتر است (۱۹۹۳)
- سنگ (۱۹۹۵)
- ترانس‌آتلانتیس (۱۹۹۵)
- سرگذشت استاد تواردوفسکی (۱۹۹۶)
- مردان و زنان، نحوه استفاده (۱۹۹۶)
- پوزنان ۵۶ (۱۹۹۶)
- بچه‌ها و ماهی (۱۹۹۷)
- فرار (۱۹۹۷)
- آرایشگر سیبری (۱۹۹۸)
- پان تادئوش (۱۹۹۹)
- با آتش و شمشیر (۱۹۹۹)
- منم، دزد (۲۰۰۰)
- آغاز بهار (۲۰۰۱)
- گولچاک، نظرت چیه؟ (۲۰۰۱)
- جادوگر (۲۰۰۱)
- بومی (۲۰۰۲)
- انتقام (۲۰۰۲)
- افسانه‌ای باستانی: آن هنگام که خورشید ایزد بود (۲۰۰۳)
- گامبی ترکی (۲۰۰۵)
- عنصر نامطلوب (۲۰۰۵)
- الان وقتش نیست (۲۰۰۸)
- مرد و سگش (۲۰۰۸)
- مرا ترک مکن (۲۰۰۹)
- شر کمتر (۲۰۰۹)
- مرد ایده‌آل برای دوست‌دخترم (۲۰۰۹)
- بازدید (۲۰۰۹)
- تاراس بولبا (۲۰۰۹)
- این هم از عدالت! (۲۰۱۰)
- سالت (۲۰۱۰)
- عهدهای دوشیزه (۲۰۱۰)
- از روی عشق (۲۰۱۱)
- دختر زمستان (۲۰۱۱)
- نبرد ورشو ۱۹۲۰ (۲۰۱۱)
- کرکس (۲۰۱۲)
- هانس کلوس، قماری بالاتر از زندگی (۲۰۱۲)
- روز محاصره: ۱۱ سپتامبر ۱۶۸۳ (۲۰۱۲)
- فیلم هاردی باکس (۲۰۱۳)
- پنجم: ترک نکن! (۲۰۱۴)
- گرفتار پاپوش (۲۰۱۶)
- ماری کوری: جسارت دانش (۲۰۱۶)
- دی‌جی (۲۰۱۷)
- ون گوگ‌ها (۲۰۱۸)
- سرپیشخدمت (۲۰۱۸)
- یک‌بار دیگر (۲۰۱۹)
- سخن پرنده (۲۰۱۹)
- سیاست (۲۰۱۹)

### تلویزیون
- آزمون (۱۹۶۸)
- کنتس کوزل (۱۹۶۹–۱۹۶۸)
- ماجراهای میخاو (۱۹۶۹)
- نقش (۱۹۷۱)
- رم خواهان بازگشت سزار است (۱۹۷۴)
- سرزمین موعود (۱۹۷۵)
- با گذشتِ روزها، از پسِ سال‌ها… (۱۹۸۰)
- بعداً می‌بینمت، باید به خودم شلیک کنم (۱۹۸۴)
- خوشنام (۱۹۸۶)
- راز صحرا (۱۹۸۸)
- دروغگو (۱۹۸۹)
- ناپلئون (۱۹۹۰)
- خانه - فصل چهارم (۱۹۹۶)
- واپسین حلقه (۱۹۹۷)
- با آتش و شمشیر (۲۰۰۰)
- در خوشی و سختی (۲۰۰۰)
- حوزه استحفاظی ۱۳، قسمت دوم (۲۰۰۰)
- جادوگر (۲۰۰۲)
- خودِ زندگی (۲۰۰۲)
- سقوط امپراتوری (۲۰۰۵)
- شمش‌سازان (۲۰۰۵)
- ورای تخت جراحی (۲۰۰۶)
- کارآگاهان جنایی (۲۰۰۶)
- موج جرم و جنایت (۲۰۰۷–۲۰۰۶)
- دو روی سکه (۲۰۰۷)
- خانه کشیش (۲۰۰۷)
- فردا به سینما می‌رویم (۲۰۰۷)
- پرستار کودک (۲۰۰۸)
- نشانه‌گذاری‌شده (۲۰۰۹)
- دوران افتخار (۲۰۱۰–۲۰۰۹)
- کمیسر آلکس (۲۰۱۲–۲۰۱۱)
- پزشکان (۲۰۱۴–۲۰۱۲)
- طایفه (۲۰۱۷–۲۰۱۲)
- جهان به روایت خانواده کیپسکی (۲۰۱۶)
- ورای تخت جراحی: احیا (۲۰۱۷)
- سوغاتی از اوسا (۲۰۱۸)
- در خوشی و سختی (از ۲۰۱۸، حضور مجدد)
- عشق اول (۲۰۲۰–۲۰۱۹)
- کارگزار من (۲۰۲۲)
- خویشاوندان سببی (۲۰۲۴)